# Undervisningsmiljøprisen
Undervisningsmiljøprisen er en pris, der uddeles årligt til fire uddannelsesinstitutioner i Danmark. Prisen uddeles af Dansk Center for Undervisningsmiljø for Undervisningsministeriet. De institutioner, der modtager prisen, er institutioner, der har lavet gode tiltag i forhold til undervisningsmiljøet på skolen. Prisen uddeles til fire institutioner hvert år, en fra hver af følgende områder: (1) Folkeskoler, frie grundskoler og efterskoler, (2) gymnasiale uddannelser, (3) øvrige ungdomsuddannelser samt (4) voksen- og videregående uddannelser.

## Vindere
| - Byagerskolen (2005) - Mou Skole (2006) - Løjt Kirkeby Skole (2007) - Astrup Skole (2008) - Hornslet Skole (2010) - Harløse Skole (2011) - Lygten Skole (2012) - Pilehaveskolen (2013) - Mou Skole (2014) - Aarhus Katedralskole (2005) - Århus Statsgymnasium (2006) - Aabenraa Statsskole (2007) - IBC Handelsgymnasiet, Kolding (2008) - IBC Aabenraa (2010) - Esbjerg Gymnasium (2011) - HF & VUC Fyn (2012) - Støvring Gymnasium (2013) - Handelsskolen København Nord (2014) | - Produktionsskolen KUBA (2005) - Greve Produktionsskole (2006) - Silkeborg Tekniske Skole (2007) - CSU-Ungdom, Slagelse (2008) - TEC Hvidovre (2010) - Haderslev Handelskole (2011) - Århus Produktionsskole (2012) - Den jydske Haandværkerskole (2013) - SOSU C Social- og Sundhedsuddannelses Centret, Brøndby (2014) - Vendsyssel Sygeplejeskole (2005) - Den Frie Lærerskole i Ollerup (2006) - Sygeplejerskeuddannelsen i Vejle (2007) - Det Farmaceutiske Fakultet, Københavns Universitet (2008) - Søværnets Sergent- og Grundskole (2010) - Sygeplejerskeuddannelsen i Sønderborg (2011) - Københavns Universitet (2012) - Syddansk Universitet (2013) - Center for dansk og integration i Køge (2014) |